# 广九大马路
广九大马路是广州越秀区一条东西向马路，长162米，阔17米，因为近旧广九火车站而得名。
广九大马路是越秀南路的延伸，而今两者分界是东濠涌，该处亦是东濠涌高架桥的入口。